# Ignacy Gogolewski

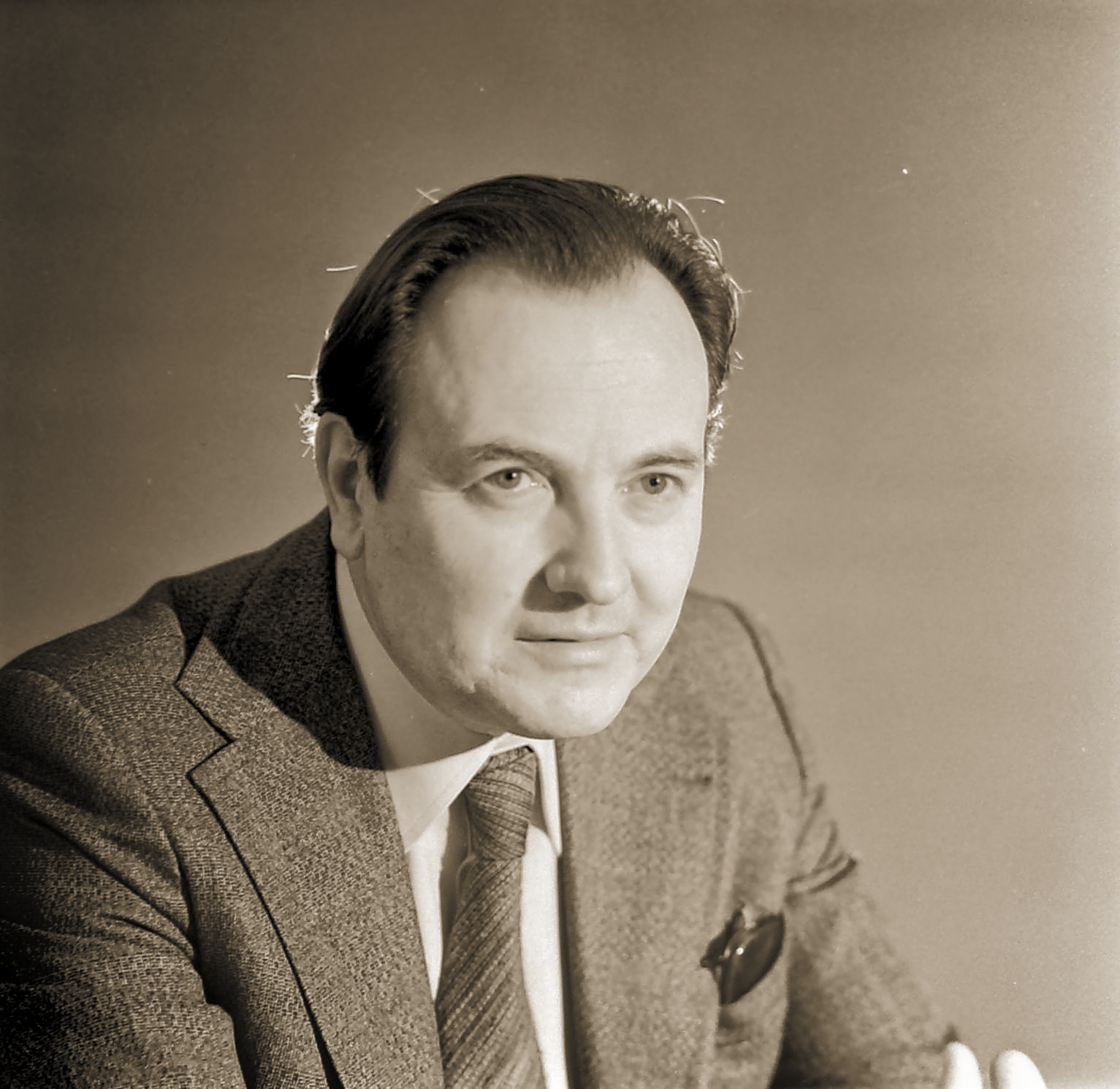
Portret Ignacego Gogolewskiego z roku 1984, z okresu pracy w Teatrze im. Juliusza Osterwy w Lublinie.

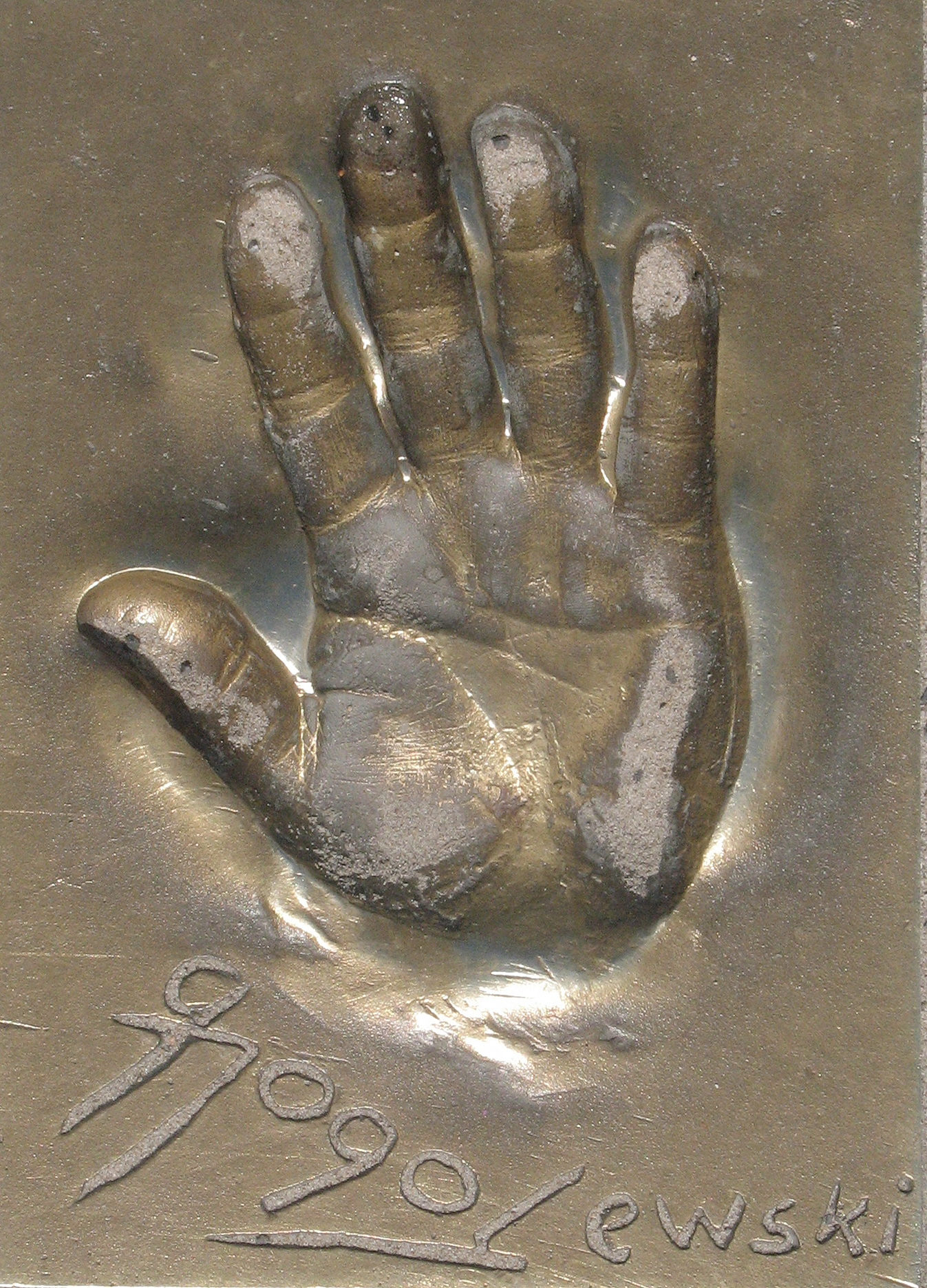
Odcisk dłoni i podpis I. Gogolewskiego w Alei Gwiazd w Międzyzdrojach

Ignacy Gogolewski (ur. 17 czerwca 1931 w Ciechanowie, zm. 15 maja 2022 w Warszawie) – polski aktor teatralny i filmowy, reżyser, scenarzysta.

## Życiorys
Maturę uzyskał w Otwocku i w 1949 rozpoczął studia na wydziale teatralnym w Państwowej Wyższej Szkole Teatralnej w Warszawie, gdzie w 1953 zdał egzamin dyplomowy.
Debiutował rolą Demetriusza w przedstawieniu PWST Sen nocy letniej Williama Szekspira, w reżyserii Jana Kreczmara (premiera 26 stycznia 1953). Pierwszą rolą w zawodowym teatrze był Sekretarz w Lalce Bolesława Prusa w reż. Bronisława Dąbrowskiego (Teatr Polski w Warszawie, 1 stycznia 1954), jednak prawdziwy rozgłos przyniosła mu rola Gustawa w Dziadach Adama Mickiewicza w reż. Aleksandra Bardiniego. Z warszawską sceną związany był do 1959, a później także w latach 1975–1980 i 1992–2000.
Był aktorem Teatru Dramatycznego w Warszawie (1959–1962 i 1968–1971) i Teatru Współczesnego w Warszawie (1965–1968). Był dyrektorem Teatru Śląskiego w Katowicach (1971–1974), Teatru im. Juliusza Osterwy w Lublinie (1980–1985) i Teatru Rozmaitości w Warszawie (1985–1989). Po pożarze tego ostatniego teatru w 1989, Gogolewski na dłuższy czas wycofał się z aktywnego życia zawodowego. W ostatnim czasie był aktorem Teatru Narodowego w Warszawie.
Członek Rady Krajowej PRON w 1983 roku, członek Narodowej Rady Kultury w 1986 roku, w latach 2005–2006 był prezesem ZASP-u.
W 1992 ukazała się książka Ignacego Gogolewskiego Wszyscy jesteśmy aktorami. Składają się na nią wspomnienia aktora oraz refleksje na temat pracy zawodowej. W 2008 opublikowano wywiad-rzekę Od Gustawa-Konrada do... Antka Boryny, będący swoistą autobiografią filmową i teatralną Gogolewskiego. Książka ujawnia również sporo faktów z życia prywatnego aktora. Rozmowy przeprowadziła Jolanta Ciosek.
Ignacy Gogolewski bywa czasem określany mianem jednego z ostatnich mistrzów starej szkoły aktorskiej, opierającej się na szacunku dla słowa, dbałości o frazę muzyczną tekstu, uwzględnianiu rytmu prozy i poezji oraz właściwym operowaniu głosem. Początkowo w szkole teatralnej mówił typową gwarą warszawską, co było rzekomo powodem żartów ze strony kolegów.
W 2020 ogłosił zakończenie kariery aktorskiej.

### Postawa w stanie wojennym
W stanie wojennym Ignacy Gogolewski, wówczas dyrektor teatru w Lublinie, zdecydował się złamać bojkot środowiska i podjął współpracę z telewizją publiczną, przenosząc do Teatru Telewizji lubelskie przedstawienia, m.in. wyreżyserowany przez siebie Pierwszy dzień wolności Leona Kruczkowskiego (1982). Później wielokrotnie bronił swej decyzji, uzasadniając ją wykorzystaniem szansy, jaka pojawiła się przed prowincjonalnym teatrem.
W stanie wojennym występował w filmach Ryszarda Filipskiego i Bohdana Poręby, krytykował też w prasie aktorów bojkotujących reżim. W 1983 r. w wywiadzie dla pisma „Ekran” mówił: „To środowisko to zgrupowanie niebywale wybujałych indywidualności. Może to była obawa przed nieuniknioną stratą pozycji, jaką w latach 60. ten zawód sobie wywalczył”.

## Życie prywatne
W latach 1954–1964 jego żoną była aktorka Katarzyna Łaniewska, z którą ma córkę Agnieszkę. Miał syna Tadeusza (ur. 1975) z nieformalnego związku z Elżbietą, pracownicą Ministerstwa Kultury i Sztuki z lat 70. W styczniu 1978 ożenił się z Mariną Samet-Niecikowską, dziennikarką telewizyjną  i dyrektorką Departamentu Programowego Naczelnego Zarządu Kinematografii, która 16 marca 1978 zginęła w katastrofie lotniczej w Gabare. Jego wieloletnią partnerką życiową była Ewa Kwiecień.
Zmarł 15 maja 2022. Został pochowany 23 maja na cmentarzu parafialnym w Otwocku.

## Dorobek zawodowy

### Jako aktor

#### Role teatralne
- 1954: Dziady Adama Mickiewicza – Gustaw (reż. Aleksander Bardini, Teatr Polski w Warszawie)
- 1958: Mazepa Juliusza Słowackiego – Mazepa (reż. Roman Zawistowski, Teatr Polski w Warszawie)
- 1959: Beatrix Cenci Juliusza Słowackiego – Giano Giani (reż. Jan Kreczmar, Teatr Polski w Warszawie)
- 1960: Makbet Williama Szekspira – Malkolm (reż. Bohdan Korzeniewski, Teatr Dramatyczny w Warszawie)
- 1961: Król Edyp Sofoklesa – Kreon (reż. Ludwik René, Teatr Dramatyczny w Warszawie)
- 1964: Wiśniowy sad Antoniego Czechowa – Piotr Siergiejewicz Trofimow (reż. Władysław Krasnowiecki, Teatr Narodowy w Warszawie)
- 1965: Kordian Juliusza Słowackiego – Kordian (reż. Kazimierz Dejmek, Teatr Narodowy)
- 1967: Szklana menażeria Tennessee Williamsa – Syn (reż. Izabella Cywińska, Teatr Współczesny w Warszawie)
- 1967: Skiz Gabrieli Zapolskiej – Wituś (reż. Andrzej Łapicki, Teatr Współczesny w Warszawie)
- 1971: Kochanek Harolda Pintera – Ryszard (reż. Jan Bratkowski, Teatr Dramatyczny w Warszawie)
- 1971: Juliusz Cezar Williama Szekspira – Brutus (reż. Ludwik René, Teatr Dramatyczny w Warszawie)
- 1973: Świętoszek Moliera – Tartuffe (reż. Witold Skaruch, Teatr Śląski im. Stanisława Wyspiańskiego w Katowicach)
- 1974: Wesele Stanisława Wyspiańskiego – Poeta (reż. Zbigniew Bogdański, Teatr Śląski w Katowicach)
- 1975: Otello Williama Szekspira – Otello (reż. August Kowalczyk, Teatr Polski w Warszawie)
- 1975: Cyd Pierre’a Corneille’a, w przekładzie Stanisława Wyspiańskiego – Prologus (reż. Ignacy Gogolewski, Teatr Polski w Warszawie)
- 1977: Maskarada Jarosława Iwaszkiewicza – Aleksandr Puszkin (reż. Ignacy Gogolewski, Teatr Polski w Warszawie)
- 1983: Fantazy Juliusza Słowackiego – hrabia Fantazy Dafnicki (reż. Ignacy Gogolewski, Teatr im. Juliusza Osterwy w Lublinie)
- 1984: Zemsta Aleksandra Fredry – Rejent Milczek (reż. Jan Świderski, Teatr im. Juliusza Osterwy w Lublinie)
- 1986: Warszawianka Stanisława Wyspiańskiego – Józef Chłopicki (reż. Ludwik René, Teatr Rozmaitości w Warszawie)
- 1987: Ożenek Nikołaja Gogola – Podkolesin (reż Boris Morozow, Teatr Rozmaitości w Warszawie)
- 1989: Lato w Nohant Jarosława Iwaszkiewicza – Antoni Wodziński (reż. Ignacy Gogolewski, Teatr Rozmaitości w Warszawie)
- 1993: Świętoszek Moliera – Orgon (reż. Jan Bratkowski, Teatr Polski w Warszawie)
- 1993: Szczęśliwe wydarzenie Sławomira Mrożka – Przybysz (reż. Kazimierz Dejmek, Teatr Polski w Warszawie)
- 1995: Krzesła Eugène’a Ionesco – On (reż. Maciej Prus, Teatr Polski w Warszawie)
- 1996: Juliusz Cezar Williama Szekspira – Juliusz Cezar (reż. Maciej Prus, Teatr Polski w Warszawie)
- 2000: Operetka Witolda Gombrowicza – Hrabia Szarm (reż. Jerzy Grzegorzewski, Teatr Narodowy)
- 2001: Na czworakach Tadeusza Różewicza – Laurenty (reż. Kazimierz Kutz, Teatr Narodowy)
- 2002: Kurka Wodna Stanisława Ignacego Witkiewicza – Wojciech Wałpor (reż. Jan Englert, Teatr Narodowy)
- 2004: Ryszard II Williama Szekspira – Jan z Gandawy (reż. Andrzej Seweryn, Teatr Narodowy)
- 2007: Stara kobieta wysiaduje Tadeusza Różewicza – Pan B (reż. Stanisław Różewicz, Teatr Narodowy)
- 2008: Grube ryby Michała Bałuckiego – Onufry Ciaputkiewicz (reż. Krystyna Janda, Teatr Polonia w Warszawie)
- 2009: Diabeł w purpurze Antoine Raulta – Kardynał Jules Mazarin (reż. Romuald Szejd, Teatr Scena Prezentacje w Warszawie)
- 2011: 32 omdlenia Antoniego Czechowa (reż. Andrzej Domalik, Teatr Polonia)[15]

#### Role w Teatrze Telewizji
- 1957: Legenda Aurea Juliana Tuwima (reż. Jerzy Gruza)
- 1962: Męczeństwo Piotra Oheya Sławomira Mrożka – Sekretarz protokołu (reż. Erwin Axer)
- 1963: Kordian Juliusza Słowackiego – Kordian (reż. Jerzy Antczak)
- 1969: Cyd Pierre’a Corneille’a (w przekładzie Stanisława Wyspiańskiego) – Don Rodrygo (reż. Ludwik René)
- 1969: Mazepa Juliusza Słowackiego – Mazepa (reż. Gustaw Holoubek)
- 1969: Bracia Karamazow Fiodora Dostojewskiego – Dymitr Karamazow (reż. Jerzy Krasowski)
- 1970: Granica Zofii Nałkowskiej – Zenon Ziembiewicz (reż. Janusz Warmiński)
- 1970: Drugi pokój Zbigniewa Herberta – On (reż. Roman Załuski)
- 1974: Hedda Gabler Henryka Ibsena – Eilert Lovborg (reż. Jan Świderski)
- 1981: Molier, czyli Zmowa świętoszków Michaiła Bułhakowa – Ludwik XIV (reż. Maciej Wojtyszko)
- 2001: Operetka Witolda Gombrowicza – Hrabia Szarm (reż. Jerzy Grzegorzewski)
- 2009: Wróg ludu Henrika Ibsena – Morten Kill (reż. Piotr Trzaskalski)

#### Filmografia
- 1953: Trzy opowieści – Derka
- 1954: Trudna miłość – porucznik UB
- 1955: Zaczarowany rower – Mieczysław Duchowicz
- 1956: Pożegnanie z diabłem – Antoni Łuczak, reporter „Trybuny Ludu”
- 1957: Król Maciuś I – król Zły
- 1958: Żołnierz królowej Madagaskaru – Władek Mącki
- 1958: Noc poślubna – Janek, mąż Hanki
- 1961: Dziś w nocy umrze miasto – esesman Eryk
- 1962: Dziewczyna z dobrego domu – Andrzej Wroński
- 1963: Mansarda – Gruszecki
- 1965: Wystrzał – dwie role: Sylvio oraz hrabia
- 1966: Mistrz – młody aktor
- 1966: Chciałbym się ogolić – klient
- 1966: Szyfry – doktor Zygmunt Gross
- 1967: Jowita – Michał Podgórski
- 1968: Hrabina Cosel – baron Fryderyk Kyan
- 1968: Samotność we dwoje – Adalbert von Kschitzky
- 1969: Urząd – Juliusz Starzewski
- 1970: Romantyczni – Henryk Zaborowski
- 1971: Bolesław Śmiały – król Polski Bolesław II Śmiały
- 1973: Chłopi – Antek Boryna
- 1977: Żołnierze wolności – Bolesław Bierut (cz. 1 i 2)
- 1979: Hotel klasy lux – sekretarz PZPR Satała
- 1980: Polonia Restituta – Stefan Żeromski
- 1980: Spotkanie na Atlantyku – profesor Nowak
- 1980: Zamach stanu – sędzia Hermanowski
- 1980: Bo oszalałem dla niej – aktor Barnaba
- 1981: Karabiny – ksiądz Bruno
- 1983: Dom świętego Kazimierza – Cyprian Kamil Norwid
- 1983: Magiczne ognie – Marian Biel
- 1986: Komedianci z wczorajszej ulicy – reżyser Graciani
- 1986: A żyć trzeba dalej
- 2001: Czarna plaża – Sider
- 2014: The Last Waltz – biskup
- 2017: Wyklęty – Józef Gierada, były funkcjonariusz UBP w teraźniejszości

#### Role serialowe
- 1967: Stawka większa niż życie – kapitan Willy Rupert (odc. 5)
- 1968: Hrabina Cosel – baron Fryderyk Kyan
- 1972: Chłopi – Antek Boryna
- 1982: Polonia Restituta – Stefan Żeromski
- 1985: Zamach stanu – sędzia Hermanowski (odc. 5)
- 1985: Kwestia wyboru
- 2003–2005: Na dobre i na złe – Franciszek Koziński
- 2006–2007: Pogoda na piątek – Marian Zamecznik, ojciec Tomasza
- 2012: Lekarze – Gustaw Musiał (odc. 10)
- 2014:: Galeria – Ignacy

#### Role dubbingowe
- 1955: Zakochany kundel – Jim (wersja z 1962 roku)
- 1996: O czym szumią wierzby – Szczurek
- 2005: Lassie – Książę
- 2005: Oliver Twist – pan Brownlow
- 2009: Dzieci Ireny Sendlerowej – Rozenfled
- 2009: Odlot – Charles Muntz
- 2009: Góra Czarownic – Harlan
- 2012: Avengers – dozorca magazynu
- 2012–2013: Szpiedzy w Warszawie – generał Beauvilliers

### Jako reżyser

#### Filmy
- 1978: Romans Teresy Hennert – również scenariusz (na podstawie powieści Zofii Nałkowskiej)
- 1983: Dom świętego Kazimierza

#### Przedstawienia teatralne
- 1969: Śnieg Stanisława Przybyszewskiego (Teatr Dramatyczny w Warszawie)
- 1971: Ruy Blas Wiktora Hugo (Teatr Śląski im. Stanisława Wyspiańskiego w Katowicach)
- 1972: Barany na starcie Arta Buchwalda (Teatr Śląski w Katowicach)
- 1972: Kroniki królewskie Stanisława Wyspiańskiego – na podst. dramatów Wyspiańskiego pozostawionych we fragmentach oraz Rapsodów (Teatr Śląski w Katowicach)
- 1973: Sytuacja Wiktora Rozowa (Teatr Śląski w Katowicach)
- 1974: Dla szczęścia Stanisława Przybyszewskiego (Teatr Śląski w Katowicach)
- 1974: Achilles i panny Artura Marii Swinarskiego (Teatr Śląski w Katowicach)
- 1975: Cyd Pierre’a Corneille’a, w przekładzie Stanisława Wyspiańskiego (Teatr Polski w Warszawie)
- 1977: Maskarada Jarosława Iwaszkiewicza (Teatr Polski w Warszawie)
- 1980: Cyd Pierre’a Corneille’a, w przekładzie Stanisława Wyspiańskiego (Teatr im. Juliusza Osterwy w Lublinie)
- 1981: Iwanow Antoniego Czechowa (Teatr im. Juliusza Osterwy w Lublinie)
- 1981: Maskarada Jarosława Iwaszkiewicza (Teatr im. Juliusza Osterwy w Lublinie)
- 1982: Pierwszy dzień wolności Leona Kruczkowskiego (Teatr im. Juliusza Osterwy w Lublinie)
- 1983: Fantazy Juliusza Słowackiego (Teatr im. Juliusza Osterwy w Lublinie)
- 1984: Wesele Stanisława Wyspiańskiego (Teatr im. Juliusza Osterwy w Lublinie)
- 1986: Ewa Jerzego Szaniawskiego (Teatr Rozmaitości w Warszawie)
- 1987: Dom otwarty Michała Bałuckiego (Teatr Rozmaitości w Warszawie)
- 1988: Gałązka rozmarynu Zygmunta Nowakowskiego (Teatr Rozmaitości w Warszawie)
- 1989: Lato w Nohant Jarosława Iwaszkiewicza (Teatr Rozmaitości w Warszawie)
- 1997: Moralność pani Dulskiej Gabrieli Zapolskiej (Teatr im. Adama Mickiewicza w Częstochowie)

#### Przedstawienia w Teatrze Telewizji
- 1970: Śnieg Stanisława Przybyszewskiego
- 1973: Panna Molierówna Jeana Anouilh
- 1974: Król i aktor Romana Brandstaettera
- 1974: Kroniki królewskie Stanisława Wyspiańskiego – na podst. dramatów Wyspiańskiego pozostawionych we fragmentach oraz Rapsodów
- 1975: Horsztyński Juliusza Słowackiego
- 1977: Dla szczęścia Stanisława Przybyszewskiego
- 1977: Fortepian Jerzego Szaniawskiego
- 1982: Cosima Petera Hacksa
- 1986: Złote runo Stanisława Przybyszewskiego
- 1987: Aszantka Włodzimierza Perzyńskiego
- 1988: Papierowy kochanek Jerzego Szaniawskiego

## Nagrody
- Nagroda państwowa II stopnia (22 lipca 1964, z okazji 20-lecia Polski Ludowej)[16]
- Nagroda Trybuny Ludu  (1982)[17]
- Nagroda im. Włodzimierza Pietrzaka (1987)[18]
- Nagroda im. Aleksandra Zelwerowicza – przyznawana przez redakcję miesięcznika „Teatr” – za sezon 1999/2000, za rolę Hrabiego Szarma w Operetce Witolda Gombrowicza w Teatrze Narodowym.
- Splendor Splendorów – nagroda przyznawana przez Zespół Artystyczny Teatru Polskiego Radia (grudzień 2008)[19].
- Wielka Nagroda Festiwalu „Dwa Teatry – Sopot 2013” za wybitne kreacje aktorskie w Teatrze Polskiego Radia i Teatrze Telewizji (razem z Anną Polony, 1 czerwca 2013)[20]

## Odznaczenia
kolejność według rangi
- Krzyż Komandorski z Gwiazdą Orderu Odrodzenia Polski (1999)[21] – „za wybitne zasługi w pracy artystycznej, za osiągnięcia w działalności na rzecz rozwoju kultury”
- Krzyż Komandorski Orderu Odrodzenia Polski (1984)
- Krzyż Oficerski Orderu Odrodzenia Polski (1964)
- Krzyż Kawalerski Orderu Odrodzenia Polski (1964)
- Medal 30-lecia Polski Ludowej (1974)
- Medal 40-lecia Polski Ludowej (1984)
- Złoty Medal „Zasłużony Kulturze Gloria Artis” (2009)[22]
- Medal Osterwy (1995)
- Odznaka 1000-lecia Państwa Polskiego (1967)
- Medal Pamiątkowy „Pro Masovia” (2011)[23].
- We wrześniu 2020 Ignacemu Gogolewskiemu nadano tytuł honorowego obywatela Ciechanowa[24].